# Облонк, Ян
Ян О́блонк (пол. Jan Władysław Obłąk, 26.03.1913 г. — 16.12.1988 г.) — католический епископ, вспомогательный епископ архиепархии Гнезно с 20 ноября 1961 года по 28 июня 1972 год, вспомогательный епископ епархии Вармии с 28 июня 1972 года по 13 апреля 1982 год, епископ Вармии с 13 апреля 1982 года по 16 декабря 1988 год, титулярный епископ Аббира Великого.

## Биография
Ян Облонк родился 26 марта 1913 года. В 1931 года поступил на обучение в Тарновскую духовную семинарию. После получения богословского образования был рукоположён 29 июня 1936 года в священника, после чего служил викарием в приходах в Ченжковице, Новы-Сонче и Домброва-Тарновска. Одновременно обучался в Ягеллонском университете, по окончании которого в 1948 году защитил докторскую научную степень доктора теологии. С 17 сентября 1948 года работал в Высшей Духовной семинарии епархии Вармии.
20 ноября 1961 года Римский папа Иоанн XXIII назначил Яна Облонка титулярным епископом Аббира Великого и вспомогательным епископом архиепархии Гнезно. 1 апреля 1962 года состоялось рукоположение Яна Облонка в епископа, которое совершил кардинал Стефан Вышинский.
Ян Облонк участвовал в работе II и IV сессиях II Ватиканского собора.
После смерти варминского епископа Юзефа Джазги Ян Облонк был назначен 28 июня 1972 года вспомогательным епископом епархии Вармии.
13 апреля 1982 года Римский папа Иоанн Павел II назначил Яна Облонка епископом Вармии.
22 октября 1988 года Ян Облонк вышел на пенсию. Скончался 16 декабря 1988 года.

## Источник
- Piotr Nitecki, Biskupi Kościoła w Polsce: Słownik biograficzny, Warszawa 2000, ISBN 83-211-1311-7.